# Janjaweed
Janjaweed (arabisk:  جنجويد.) er en samlebetegnelse, der mest bruges til at beskrive en bevæbnet kriger i Darfur, det vestlige Sudan og nu desuden det østlige Tchad. Ifølge FN’s definition er Janjaweed militsgrupper, der består af personer med oprindelse i den arabisktalende nomadebefolkning i det vestlige Darfur.[kilde mangler] Kernen udgøres af medlemmer af abbalastammen, der er dromedarhyrder og baggara-kvæghyrder. Disse grupper har længe befundet sig i en spændt situation i forhold til Darfurs fastboende og ikke-arabisktalende agerbrugsbefolkning. I øjeblikket er Janjaweed involveret i en åben konflikt med en række oprørsgrupper i Darfur, og siden 2003 har de været en af hovedaktørerne i Darfur-konflikten, hvor de arabisk orienterede nomadefolk og de ikke-arabisk talende udkæmper en krig om fordelingen af ressourcer og retten til land. Janjaweed-styrker er også involveret i den Centralafrikanske krig på sudanesisk side.
Navnet Janjaweed menes at stamme fra arabiske dialekter i det vestlige Sudan og kan oversættes til ‘horder’. Der er til gengæld ingen beviser for en etymologisk forbindelse mellem Janjaweed ‘djinn’ (ånd), ‘jawad’ (hest) eller 'ganja'. Janjaweed har sit udspring i tidligere arabiske stammemilitiaer Murahilin (“nomader”), som har eksisteret længe før den nuværende konflikt opstod.